# 28 гвардійців
28 гварді́йців (каз. 28 гвардияшылар) — село у складі Келеського району Туркестанської області Казахстану. Входить до складу Бірлесуського сільського округу.
У радянські часи село називалося відділення № 3 радгоспу імені ХХІ Партз'їзду.
Населення — 1134 особи (2021; 856 у 2009, 736 у 1999, 558 у 1989).